# Elvis' Gold Records Volume 4
Albums de Elvis Presley
Clambake
(1967) Speedway
(1968)
Elvis' Gold Records Volume 4 est un album d'Elvis Presley sorti en janvier 1968. Cette compilation réunit douze chansons sorties en 45 tours entre 1960 et 1967 (cinq en face A et sept en face B).

## Titres

### Face 1
1. Love Letters (Edward Heyman, Victor Young) – 2:30
2. Witchcraft (Dave Bartholomew, Pearl King) – 2:19
3. It Hurts Me (Joy Byers, Charlie Daniels) – 2:27
4. What'd I Say (Ray Charles) – 3:02
5. Please Don't Drag That String Around (Otis Blackwell, Winfield Scott) – 1:54
6. Indescribably Blue (Darrell Glenn) – 2:48

### Face 2
1. (You're the) Devil in Disguise (Bernie Baum, Bill Giant, Florence Kaye) – 2:20
2. Lonely Man (Bennie Benjamin, Sol Marcus) – 2:43
3. A Mess of Blues (Doc Pomus, Mort Shuman) – 2:39
4. Ask Me (Domenico Modugno, Bernie Baum, Bill Giant, Florence Kaye) – 2:07
5. Ain't That Loving You Baby (Clyde Otis, Ivory Joe Hunter) – 2:22
6. Just Tell Her Jim Said Hello (Jerry Leiber, Mike Stoller) – 1:52